# Manuel Ávila Camacho
Manuel Ávila Camacho (ur. 24 kwietnia 1897, zm. 13 października 1955) – meksykański polityk, wojskowy i prezydent tego kraju w latach 1940–1946.

## Życiorys
Camacho urodził się w Teziutlán, małym mieście w stanie Puebla w rodzinie należącej do klasy średniej. Miał jedną siostrę Maríę Jovitę Ávila Camacho i dwóch braci: Maximino i Rafaela, którzy byli gubernatorami Puebli. Camacho nie zdobył wyższego wykształcenia, mimo tego, że studiował w Narodowej Szkole Przygotowawczej. W 1914 r. wstąpił do wojska w stopniu młodszego porucznika, w 1920 r. osiągnął rangę pułkownika. W tym samym roku został szefem sztabu dla stanu Michoacán. Jego zwierzchnikiem był Lázaro Cárdenas, z którym Camacho się zaprzyjaźnił. W 1929 r. pod dowództwem Cárdenasa walczył przeciwko tzw. powstaniu Escobara, wówczas też doszedł do stopnia generała brygady.
Po zakończeniu kariery wojskowej Ávila w latach 1933 i 1934 pełnił funkcję naczelnika Sekretariatu Obrony Narodowej a w 1937 r. został sekretarzem w tym ministerstwie. Dwa lata później został wybrany na prezydenta kraju po tym, jak wcześniej jego rodzima partia PRI ustanowiła go swoim kandydatem.
W czasie swej kadencji Camacho musiał się zmierzyć z problemem opowiedzenia się po którejś ze stron II wojny światowej. Po tym jak niemieckie U-booty zniszczyły dwa meksykańskie statki handlowe w Zatoce Meksykańskiej, Ávila zdecydował się stanąć przeciwko państwom Osi (22 maja 1942 r.). W walkach przeciwko Japończykom na Pacyfiku uczestniczył 201. Dywizjon Myśliwski. Ponadto Camacho zdecydował o rozpoczęciu tzw. programu Bracero, w ramach którego Meksyk miał dostarczać Stanom Zjednoczonym pracowników (była to liczba ok. 300 tys. robotników), którzy mieli zastąpić Amerykanów powołanych do służby wojskowej. Meksyk wznowił także stosunki dyplomatyczne z Wielką Brytanią i ZSRR. W 1944 r. Meksyk podpisał Kartę Narodów Zjednoczonych, a w następnym roku stał się siedzibą Międzyamerykańskiej Konferencji do Spraw Wojny i Pokoju.
W sprawach wewnętrznych Camacho kontynuował politykę swojego poprzednika Lazaro Cardenasa. Głównym przedmiotem jego starań stało się zapewnienie bezpieczeństwa socjalnego klasie robotniczej oraz zmniejszenie analfabetyzmu. Przeprowadzano w dalszym ciągu reformę rolną, rozpoczętą jeszcze w latach dwudziestych. Camacho ogłosił także obniżenie czynszów w celu poprawienia warunków bytowych najgorzej zarabiających. W czasie jego kadencji, partia z której list startował zmieniła nazwę z Partii Rewolucji Meksykańskiej (PRM) na Partię Instytucjonalno-Rewolucyjną.
Po zakończeniu kadencji Camacho przeszedł na emeryturę i osiadł w swoim gospodarstwie rolnym. Zmarł 13 października 1955 r.
W grudniu 1942 został przez premiera Rządu RP na uchodźstwie Władysława Sikorskiego odznaczony Orderem Orła Białego.